# Joseph Méry
Joseph Méry (Marsiglia, 21 gennaio 1797 – Parigi, 17 giugno 1866) è stato uno scrittore, drammaturgo, librettista e giornalista francese.
Scrisse un gran numero di satire (in collaborazione con Auguste Barthélemy), romanzi e novelle, oggi quasi dimenticati. Fu librettista e scrisse per il teatro. Fu librettista di Verdi e Rossini.
Collaborò con Gérard de Nerval per l'adattamento a teatro di diverse opere, tra cui quelle di Shakespeare.
Fu amico di Balzac, Hugo, Gautier, Dumas.
Napoleone III gli attribuì una pensione.

## Pubblicazioni
- Le Quartier général des jésuites, ou la Ligue à Marseille et à Aix (1829)
- L'Assassinat, scènes méridionales de 1815 (1832)
- Une revanche de Waterloo, ou Une partie d'échecs, poème héroï-comique (1836)
- Scènes de la vie italienne (2 volumi, 1837)
- Les Nuits de Londres (2 volumi, 1840)
- Un amour dans l'avenir (2 volumi, 1841)
- Le Siège de Marseille par le connétable de Bourbon, chronique du XVIe siècle (1841)
- Anglais et Chinois (1843)
- La Comtesse Hortensia (1844)
- Héva (1844)
- La Floride (1844)
- L'Éden, mystère en 2 parties (1844)
- La Guerre du Nizam (1847)
- Un mariage de Paris (2 volumi, 1849)
- André Chénier (3 volumi, 1850)
- La Juive au Vatican, ou Amor e Roma (2 volumi, 1851)
- Muses et fées. Histoire des femmes mythologiques, in collaborazione con Louis-François Rabans (1851)
- Salons et souterrains de Paris (3 volumi, 1852)
- Trafalgar (4 volumi, 1852-1853)
- La Ferme de l'Orange (1853)
- Mélodies poétiques (1853)
- Le Dernier Fantôme (1853)
- Nouvelles nouvelles (1853)
- Les Nuits anglaises, contes nocturnes (1853)
- Les Nuits italiennes, contes nocturnes (1853)
- Les Nuits d'Orient, contes nocturnes (1853)
- Saint-Pierre de Rome (2 volumi, 1854)
- Un amour dans le crime (2 volumi, 1854)
- Une histoire de famille (2 volumi, 1854)
- Quatre nouvelles humoristiques (1854), illustrato da Marie-Alexandre Alophe
- Le Paradis terrestre (2 volumi, 1855)
- Trois bluettes : Le Voile. La Pèlerine. Le Manchon (1855)
- Les Nuits parisiennes (1855)
- Histoire d'une colline (1855)
- Le Bonheur d'un millionnaire (1855)
- Le Château d'Udolphe (1855)
- Les Damnés de Java (3 volumes, 1855)
- Les Matinées du Louvre : paradoxes et rêveries, entretiens de salons (1855)
- Le Bonnet-vert (1856)
- Un carnaval de Paris (1856)
- Les Amants du Vésuve (1856)
- La Circé de Paris (2 volumi, 1856)
- Les Deux Amazones (1857)
- Ems et les bords du Rhin (1858)
- Les Vierges de Lesbos, poème antique (1858)
- Monsieur Auguste (1859)
- Le Château vert (1859)
- Napoléon en Italie (1859)
- Le Château des trois tours (1860)
- Marseille et les Marseillais (1860)
- Contes et nouvelles (1860)
- Ursule (1860)
- Un crime inconnu (1861)
- Une nuit du midi (1862)
- La Comédie des animaux, histoire naturelle en action (1862)
- Poésies intimes, mélodies (1864)
- Les Amours des bords du Rhin (1864)
- Les Uns et les autres (1864)
- La Vie fantastique (1864)
- La Prima Dona. Précédé du Bonheur des grandes artistes (1866)
- La Chasse au chastre (1866)
- Les Journées de Titus (1866)
- La Vénus d'Arles (1866)
- Les Fleurs mystérieuses (1867)
- Le Château de la favorite (1874)
- Marthe la blanchisseuse. La Vénus d'Arles (1874)
- La Cour d'amour
- La Comtesse Adrienne (1876)

### Teatro
- La Bataille de Toulouse, ou un Amour espagnol, dramma in 3 atti in prosa. (1836)
- L'Univers et la maison, commedia in 5 atti in versi. (1846)
- Le Quinze janvier, ou Comédiens et parrains, commedia in un atto in versi.
- Le Paquebot, commedia in 3 atti in versi.
- Le Vrai club des femmes, commedia in 2 atti, in versi.
- Une veuve inconsolable, ou Planète et satellites, commedia in 4 atti in prosa.
- Raphaël, commedia storica in 3 atti , in versi.(1851)
- Le Sage et le fou, commedia in 3 atti, in versi. in collaborazione con Bernard Lopez (1852]
- Gusman le Brave, dramma in 5 atti, in versi.  (1853)
- Aimons notre prochain, parabola in 1 atto, in prosa, (1854)
- L'Essai du mariage, commedia in 1 atto, in prosa. (1855)
- Frère et sœur, dramma in 5 atti, in collaborazione con Bernard Lopez.
- Les Deux Frontins, commedia in 1 atto, in versi. In collaborazione con Paul Siraudin.
- La Fiancée aux millions, commediea in 3 atti, in versi, in collaborazione con Bernard Lopez.(1864)

### Libretti
- Ernest Reyer: Maître Wolfram, opera comica in 1 atto (1854)
- Félicien David: Herculanum, opera in quattro atti (1859)
- Gioachino Rossini: Sémiramis, opera in 4 atti (1860)
- Ernest Reyer : Érostrate, opera in 2 atti, in collaborazione con Émilien Pacini (1862)
- G. Duprez : Jeanne d'Arc, opera in 5 atti, in collaborazione con Édouard Duprez (1865)
- Giuseppe Verdi: Don Carlos, opera in cinque atti,  in collaborazione con Camille Du Locle (1867)